# The Danger Rider
Pour plus de détails, voir Fiche technique et Distribution.
The Danger Rider est un western muet américain perdu de 1928 réalisé par Henry MacRae et mettant en vedette Hoot Gibson. Il a été produit et distribué par Universal Pictures.

## Fiche technique
- Réalisation : Henry MacRae
- Date de sortie :
  - États-Unis : 1928